# Loudías
Loudías är en ort i Grekland.   Den ligger i prefekturen Nomós Thessaloníkis och regionen Mellersta Makedonien, i den norra delen av landet, 300 km norr om huvudstaden Aten. Loudías ligger 5 meter över havet och antalet invånare är 981.
Terrängen runt Loudías är platt. Runt Loudías är det ganska tätbefolkat, med 58 invånare per kvadratkilometer. Närmaste större samhälle är Giannitsá, 17,0 km nordväst om Loudías. Trakten runt Loudías består till största delen av jordbruksmark.